# Pliska
Pliska (en bulgare : Плиска) est le nom de la présumée première capitale de Bulgarie entre 681 (au lendemain de la victoire d'Ongal sur les Byzantins) et 893, lorsque Preslav devînt la capitale.
L'ancienne capitale, après sa disparition, a laissé la place durant plusieurs siècles à un village nommé Aboba. Toutefois, après des fouilles archéologiques ayant mis au jour d'importants vestiges, suivies de recherches historiques venues confirmer l'hypothèse de la localisation de l'ancienne capitale, le village a été renommé Pliska. 
En effet, l'actuelle bourgade dénommée Pliska, qui se trouve à trois kilomètres au sud du site, s'appelait Aboba jusqu'en 1925 où elle fut renommée Pliskov jusqu'en 1947. Depuis cette date, la ville porte le nom de Pliska. Sa population était de 1 249 habitants en 2007. Elle a administrativement le statut de ville (en bulgare : град) dans la nomenclature bulgare.
Pliska, qui est rattachée à l'obchtina de Kaspitchan, dans l'oblast de Choumen, est située à environ 90 kilomètres de la ville portuaire de Varna et 5 kilomètres au nord-ouest de Kaspitchan, chef-lieu de la municipalité. Par ailleurs, elle se trouve à 5 kilomètres à l'ouest de Novi pazar, chef-lieu de la municipalité voisine du même nom, et à environ 22 kilomètres au nord-est de Choumen, chef-lieu de l'oblast.
Pliska est également le lieu de la victoire des Bulgares de Kroum sur le basileus Nicéphore Ier en 811.

## Fondation de la ville
Au Ve siècle, deux grandes tribus slaves s’installèrent dans l’actuelle Roumanie, au nord du Danube. Vers le milieu du VIe siècle, en raison des pressions exercées par les Avars, de petits groupes slaves traversèrent le Danube, vers le sud, et s’y installèrent sans grande résistance de la part des byzantins, alors trop faibles pour les en empêcher. En effet, le territoire de ce qui devint la Bulgarie était, au début du Moyen Âge, une région sous le contrôle de l’Empire byzantin. 
En 635, Koubrat, chef des Onoghours, unifia les différents groupes ethniques au nord de la mer d’Azov en s’affranchissant de la suzeraineté des Avars et à sa mort vers 642, le territoire fut divisé entre ces fils. L’un de ses fils, Asparoukh, entama une migration avec une partie de la population vers le territoire de l’actuelle Roumanie. Vers les années 670, ils traversèrent, sous forme de raids, le Danube pour finalement soumettre les populations slaves qui y étaient établies. Dans le dernier quart du VIIIe siècle, le territoire s’étendait au nord du Grand Balkan ainsi qu’un peu au-delà du Danube et à l’ouest de la mer Noire. 
C’est d’ailleurs dans cette région que fut fondée Pliska, en 681 par Asparoukh. La ville prit le statut de capitale et ce, jusqu’en 893. L’établissement des Bulgares dans cette région, sous l’impulsion d’Asparoukh, marque le début du Premier Empire bulgare, mais aucune preuve archéologique solide ne permet d’affirmer qu’il soit bel et bien le fondateur de Pliska. 

## Emplacement géographique

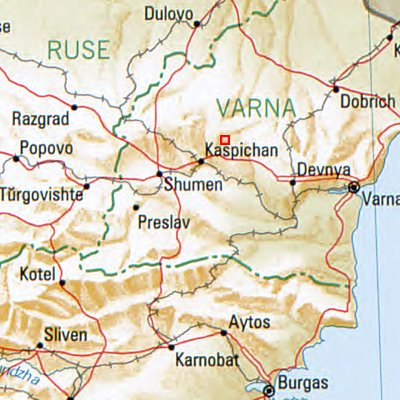
Carte (carré rouge)

Pliska était située dans la partie nord-est de la Bulgarie : au sud du Danube et à l’ouest de la mer Noire. Le site archéologique de Pliska est aujourd’hui situé à proximité de l’ancien village Aboba et c’est pour cette raison qu’il est nommé Aboba-Pliska. 
Les ruines de Pliska furent mentionnées pour la première fois en 1767 par le voyageur allemand Carsten Niebuhr alors qu’il revenait d’Inde. En 1872, Felix Kanitz, un géographe et archéologue austro-hongrois, se rendit sur le site et en fit la première description scientifique. Il décrivit alors les ruines de la fortification de pierre de la ville intérieure comme étant de style romain. Sur la base d’une inscription grecque découverte sur une colonne, il nomma à tort le site Kastron Burdizu. 
Dans le dernier quart du XIXe siècle, le site attira l’attention de deux chercheurs tchèques, l’historien Konstantin Jireček et l’archéologue Karel Škorpil. Jireček fut le premier à l’identifier comme étant une ville de la Grande Bulgarie, Pliskov. Il arriva à cette conclusion en s’appuyant sur des sources écrites byzantines des Xe et XIe siècles, notamment. Cependant, les recherches de Škorpil l’amenèrent à reconsidérer l’identité du site, grâce à des inscriptions découvertes dans deux autres villes, et à l’associer à Pliska, ville de l’ancien palais d’Omourtag.
Grâce aux nouvelles méthodes de fouilles archéologiques développées par Giuseppe Fiorelli sur le site de Pompéi, l’archéologie moderne connut alors un véritable essor. À la suite des recherches sur la capitale bulgare, réalisées par Karel Škorpil, entre autres, les premières fouilles archéologiques concernant Pliska furent financées par l’Institut archéologique russe de Constantinople à la fin du XIXe siècle.  Avant même le début des premières fouilles, en 1899, les recherches avaient amené les historiens et archéologues à porter leur attention sur des sites situés dans le nord-est de la Bulgarie. Le site fortifié d’Aboba était dès lors fortement considéré pour être l’emplacement de la capitale du Premier Empire bulgare, Pliskoba/Pliska. Škorpil put prouver l’existence et l’emplacement de la ville grâce aux travaux archéologiques qu’il entreprit. Les découvertes réalisées ont alors dissipé tous les doutes concernant Aboba-Pliska. 
Les études réalisées tout au long du XXe siècle abondèrent en ce sens en maintenant l’hypothèse traditionnelle selon laquelle le site fortifié près d’Aboba était bel et bien l’ancienne capitale fixe, Pliska. La preuve repose essentiellement sur quelques sources écrites byzantines du Xe siècle, mais s’avère aujourd’hui de moins en moins solide. Il semblerait que Pliska fut associée, dans les sources, à une région et pas seulement à une ville ou un camp, contrairement à ce que laisse entendre la dénomination byzantine “kampos” (κάµπος). Les recherches de Karel Škorpil aux XIXe et XXe siècles reposent tout de même sur une base solide dans la mesure où les preuves et l’interprétation qu’il en fit trouvent leur écho sur le site archéologique d’Aboba-Pliska. 
Toutefois, des recherches réalisées à la fin des années 1990 menées par une équipe germano-bulgare permirent de découvrir un nouveau site fortifié unique, Kabiyuk, à environ 8 kilomètres à l’ouest d’Aboba et à proximité du village de Konyovets. Cela eut pour conséquences de remettre en question l’emplacement de l’ancienne capitale bulgare ou du moins, à questionner le statut et le rôle du site Aboba-Pliska.

## Configuration du site

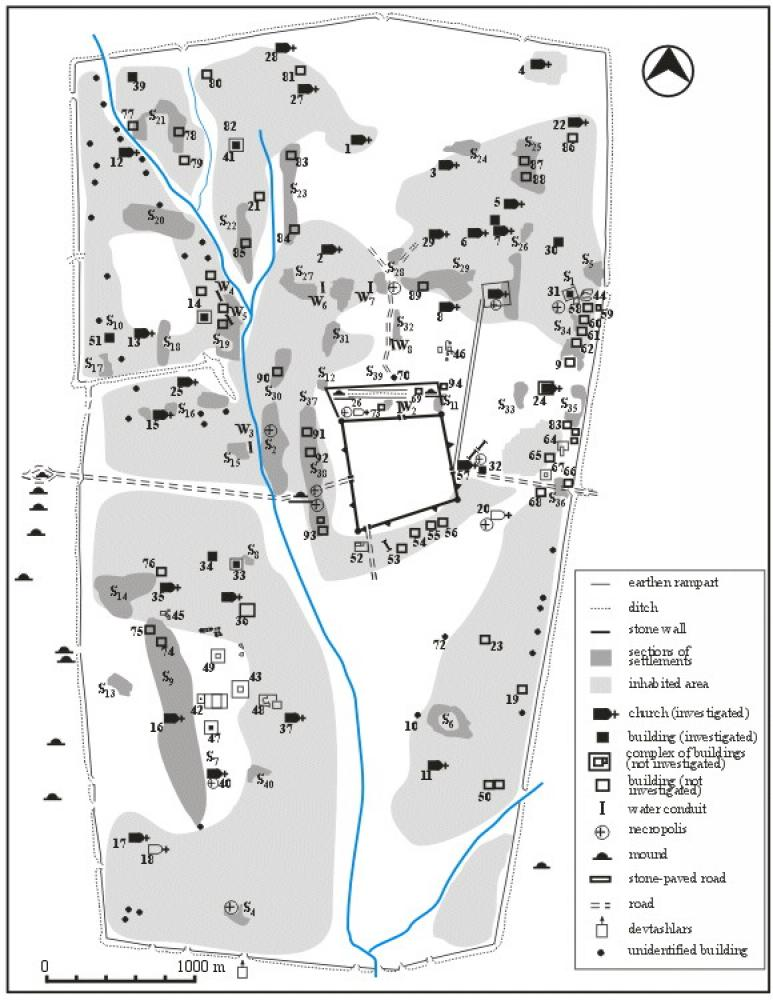
Carte du site archéologique de Pliska.

Selon l’hypothèse traditionnelle, les Bulgares établirent leur capitale à Pliska sur ce qui fut auparavant un grand camp fortifié dans une plaine. Le camp n'était fort probablement qu’un simple site constitué de tentes avec très peu, voire aucun bâtiment permanent. Lorsque le camp devint un village puis une ville, l’entièreté du site couvrait approximativement 21,8 kilomètres carrés et comprenait le palais du khan, les yourtes de son entourage direct, des entrepôts, des commerces et des pâturages pour les troupeaux et les chevaux. Les bâtiments mis au jour confirment l’influence slave sur les Bulgares du Premier Empire ; ils sont de forme rectangulaire et semi-souterrains. Le territoire rectangulaire de la ville était divisé en deux parties distinctes : la ville comprise à l’intérieur du rempart de pierre et la ville extérieure qui se développait autour du cœur de la ville et protégée par un remblai de terre. Cette configuration permit d’assurer la stabilité nécessaire aux développements économiques et politiques futurs. 
Le remblai de terre, long de 21 kilomètres et protégeant un territoire de 2300 hectares, fut probablement le premier élément défensif érigé pour assurer la sécurité de l’établissement semi-permanent ou permanent. En effet, le territoire est très vaste et la construction d’une telle structure est relativement simple. Ainsi, cette protection devait assurer les limites du site tout en offrant la sécurité minimale nécessaire. Sans qu’il ne soit possible d’expliquer précisément la raison de l’immense territoire ceinturé par le remblai, il se peut que ce fût pour assurer un espace de pâture pour le bétail ainsi que des espaces suffisants pour une agriculture de base. 
La muraille de pierre érigée au centre du territoire de la ville est datée, au plus tôt, du premier quart du IXe siècle au moment où Omourtag y avait élu domicile. En raison des artéfacts retrouvés à l’intérieur des fortifications, notamment des céramiques des IXe et Xe siècles, Joachim Henning propose une datation plus tardive, aux alentours de 865 ou même après 971.
Les recherches archéologiques ont également révélé de nombreuses structures, civiles et militaires, en bois, en terre et en pierres à l’intérieur de la muraille de pierres délimitant la ville intérieure. Toutefois, à l’exception d’une ou deux structures, comme la « Boyar’s House », la totalité des bâtiments de pierres datent de la période chrétienne. Pavel Georgiev avance l’hypothèse que Pliska aurait été, pendant les premières décennies de son existence, un établissement saisonnier. Ainsi, la majorité des bâtiments des deux parties de la ville auraient été construits en bois jusqu’à ce que le pouvoir s’y établisse de façon permanente à partir de la seconde moitié du VIIIe siècle.

## Capitale ou résidence temporaire
Dans l’historiographie traditionnelle, Pliska est considérée comme la première capitale de l’histoire de la Bulgarie. Toutefois, Chavdar Kirilov avance que Pliska pourrait en réalité être une ville parmi plusieurs autres ayant servi de « petite capitale » ou de lieu de résidence temporaire du pouvoir Selon lui, les dirigeants bulgares de cette époque n’auraient pas eu de résidences fixes d’où ils exerçaient le pouvoir avant le début du VIIIe siècle et son interprétation rejoint celle de Georgiev qui considère que la ville était une résidence saisonnière.
En effet, des fouilles dans l’église des Quarante Martyrs, à Veliko Tărnovo, en 1905, ont révélé une colonne sur laquelle des inscriptions indiquaient qu’Omourtag possédait une résidence près du Danude, fort probablement à Dristra. Dans cette même ville, les archéologues ont effectivement découvert une inscription portant le nom du Khan. De plus, à Han Krum (en), une ville au sud d’Aboba-Pliska et fouillée la même année que l’église des Quarante Martyrs, furent découvertes deux inscriptions qui permettent d’appuyer l’hypothèse des capitales multiples. Il est possible de traduire ces inscriptions comme suit :
« Kana sybigi Omurtag est par la grâce de Dieu archonte dans le pays dans lequel il est né. Résidant à Pliska, il construisit un palais (ou cour) au bord de la rivière Ticha, à l'endroit où il avait déplacé son armée contre les Grecs et les Slaves, et il érigea habilement un pont sur la Ticha, en plus d'un palais (ou cour), et avec le palais (ou la cour), il érigea quatre colonnes dans ce palais, et à leur sommet il plaça deux lions... »
— traduit depuis Curta & Kovalev, The Other Europe in the Middle Ages
Ainsi, il est fort probable que cette pratique n’avait rien de nouveau et qu’Omourtag a poursuivi la tradition en ayant plusieurs résidences temporaires.
Le principal argument retenu pour soutenir l’hypothèse de la localisation de la capitale à Aboba-Pliska fut longtemps la présence du grand rempart ceinturant la ville. En effet, les historiens des XIXe et XXe siècles, notamment Karel Škorpil, interprétaient la présence de cette structure comme étant la preuve d’un fort développement économique et d’un lieu de pouvoir fort et centralisé, obligeant ainsi à protéger les citadins, artisans et commerçants, le pouvoir et la religion. Si cet élément caractérise effectivement de nombreuses villes médiévales, Joachim Henning conclu dans son ouvrage Byzantium, Pliska, and the Balkans que la présence du mur est attribuable à une réponse militaire stratégique en raison d’une période de fortes tensions politiques.  Le rôle politique de Pliska n’est pas nécessairement remis en question, cependant, il est peu probable que le statut de capitale fixe du Premier Empire bulgare soit juste.

## Contexte desXIXeetXXesiècles
L’attribution du statut de première capitale bulgare à Pliska fut probablement influencée par le contexte politique et social propre aux XIXe et XXe siècles. En effet, partout en Europe, cette période fut marquée par l’affirmation de l’identité nationale et, dans le cas de la Bulgarie, la volonté de s’affranchir de l’Empire ottoman. La découverte d’une capitale avant Preslav permettait de faire remonter les origines indépendantes des Bulgares bien avant la domination ottomane et donc, de favoriser la création d’une identité nationale forte.  Sans rejeter l’interprétation traditionnelle, il est nécessaire que les recherches se poursuivent pour permettre d’élucider la question du rôle politique de Pliska.

## Littérature
- (bg) « Материалы для болгарских древностей. Абоба-Плиска. Известия Русского археологического института в Константинополе T. Х. » [« Matériaux pour antiquités bulgares. Aboba-Pliska. - Actualités de l'Institut Archéologique Russe de Constantinople »] [PDF],‎ 1905